# Arnaldo Acosta Bello
Arnaldo Acosta Bello (Camaguán, Guárico; 11 de abril de 1927-Barquisimeto, 6 de abril de 1996) fue un poeta, escritor de novelas y profesor universitario venezolano. Fue miembro fundador del Grupo Literario «Tabla Redonda» en los años sesenta.

## Biografía
En 1956 publica su primer poemario El canto elemental, en la Ciudad de México, D.F., México. De profesión docente, desde temprano combina su profesión con la poesía y con su militancia política en el Partido Comunista de Venezuela, razón por la cual sufre cárcel en Guasina, el único campo de concentración que existió en Venezuela, durante la dictadura de Marcos Pérez Jiménez.
Vivió el exilio en México donde escribe su primer libro. En 1959 funda el Grupo Tabla Redonda constituido por Rafael Cadenas, Darío Lancini, José (Pepe) Fernández Doris, Jesús Enríque Guédez, Jesús Sanoja, Manuel Caballero, Ángel Eduardo Acevedo, Jacobo Borges, Mateo Manaure. En 1968 se separa del Partido Comunista de Venezuela y en 1971 funda junto a Teodoro Petkoff el Partido Movimiento al Socialismo. Vivió en Cumaná, trabajó en la Universidad de Oriente en la Dirección de Cultura, finales de los 70 se radica en Mérida, desempeñando la Dirección de Cultura de la Universidad de los Andes. Sus últimos años transcurren en Barquisimeto, hasta su muerte en 1996.

## Obras
- El canto elemental, México: Ed. Ibero-Americana, 1956.
- Hechos, Caracas: Tabla Redonda, s.a. 1960.
- Fuera del Paraíso, Caracas: Monte Ávila, 1970.
- El alud, Universidad Central de Venezuela, 1973.
- En vez de una balada, Caracas: La Draga y el Dragón, 1975.
- Los mapas del gran círculo, Caracas: Monte Ávila, 1975.
- Sereno rey, Caracas: Monte Ávila, 1979.
- Minimum Mysterium, Mérida: Gobernación del Estado Mérida, 1985.
- Mar amargo, Caracas: Fundarte, 1988.
- Agadón o el brusco pavor de los tréboles, Caracas: Monte Ávila, 1987, y Universidad Central de Venezuela, 1990.
- Historia de un soldado de la guerra de Troya, Barquisimeto: Alcaldía del Distrito Iribarren, 1993, edición trilingüe castellano-inglés-alemán.
- Adiós al rey, Caracas: Monte Ávila, 1995.

## Novelas
- Todos los caminos llevan a Roma, 1994.
- La confusión del Rey Esmeralda, 1995.